# Saint-Just (Ille-et-Vilaine)
Saint-Just is een gemeente in het Franse departement Ille-et-Vilaine (regio Bretagne). De plaats maakt deel uit van het arrondissement Redon. Saint-Just telde op 1 januari 2022 1.103 inwoners.

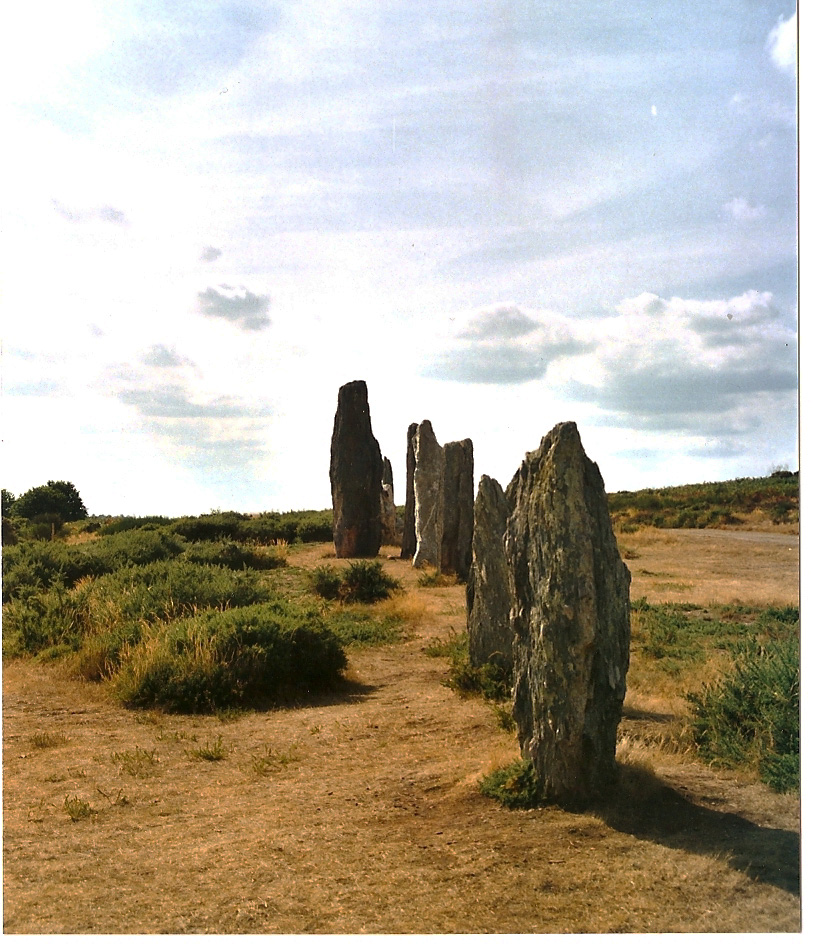
Rij menhirs bij Saint-Just
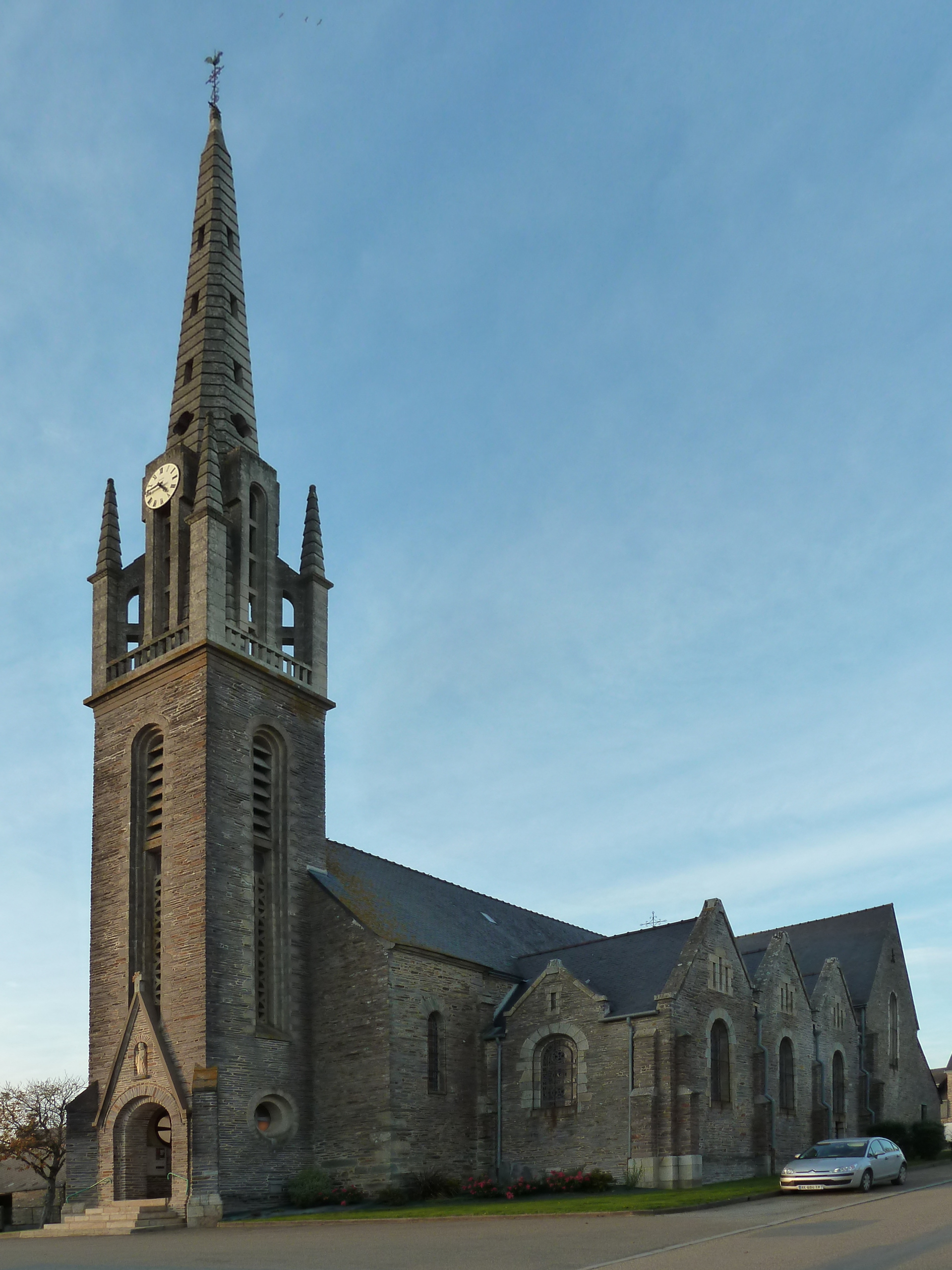
Kerk van Saint-Just
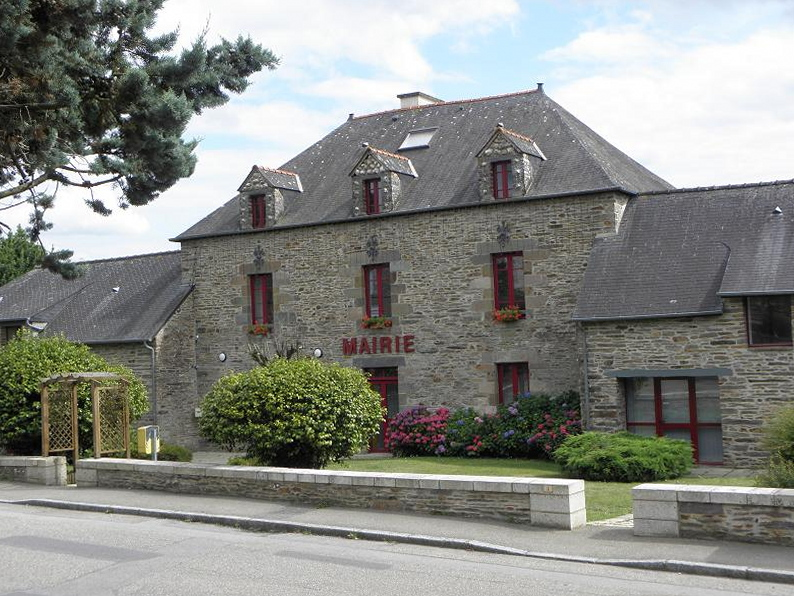
Gemeentehuis

## Geografie
De oppervlakte van Saint-Just bedroeg op 1 januari 2022 28,05 vierkante kilometer; de bevolkingsdichtheid was toen 39,3 inwoners per km².

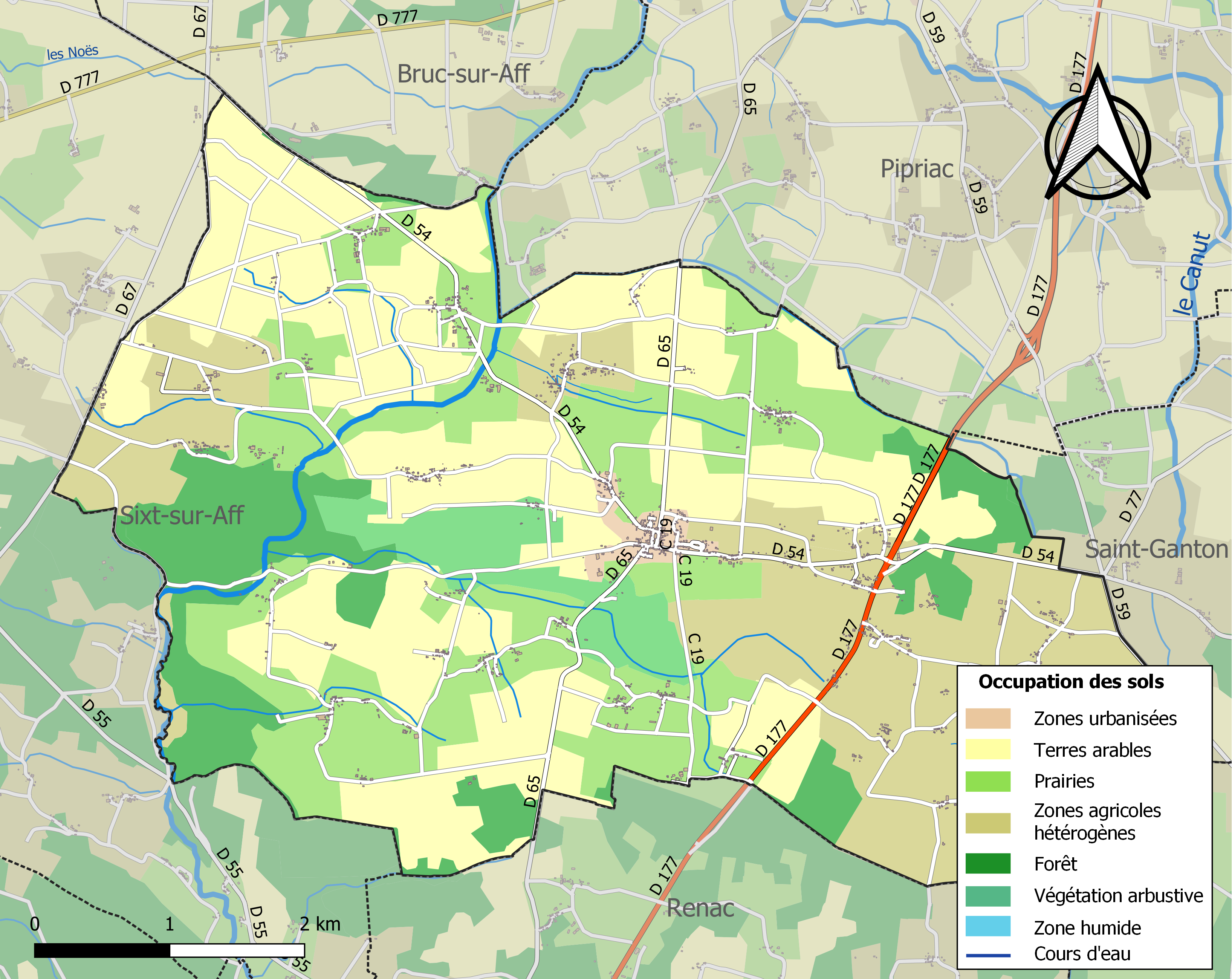
Kaart van de gemeente met belangrijkste infrastructuur, bodemgebruik en omliggende gemeenten

## Demografie
Onderstaande figuur toont het verloop van het inwonertal (bron: INSEE-tellingen).